# Штойк, Гарри Гвидович
Гарри Гвидович Штойк (род. 29 мая 1939, Новороссийск) — видный работник цветной металлургии СССР и Казахстана, государственный и общественный деятель Республики Казахстан.

## Биография
Родился 29 мая 1939 года в городе Новороссийск.
В 1962 г. окончил Томский политехнический институт по специальности «Обогащение полезных ископаемых». После окончания института прошел путь от дробильщика до директора комбината. Неоднократно избирался Народным депутатом районного и областного Советов народных депутатов. В 1989 г. был избран Народным Депутатом СССР[уточнить]. Принимал активное участие в создании Ассоциации общественных объединений немцев Казахстана «Возрождение» и входил в состав правления Ассоциации.
Возглавлял такие крупные предприятия цветной металлургии как Восточно-Казахстанский медно-химический комбинат, Лениногорский полиметаллический комбинат. Занимал посты министра промышленности и торговли, а затем заместителя премьер-министра Республики Казахстан. В 1996-97 г.г. руководил созданием, а затем возглавил ОАО «Казцинк» – крупнейший казахстанский интегрированный производитель цинка с большой долей сопутствующего выпуска свинца и драгоценных металлов. Первоначально в состав «Казцинка» вошли: Усть-Каменогорский свинцово-цинковый комбинат, Лениногорский полиметаллический комбинат, Зыряновский свинцовый комбинат, Текелийский свинцово-цинковый комбинат и другие предприятия. Создание «Казцинка» позволило предприятиям цветной металлургии Республики Казахстан пережить переходный период и сохранить рабочие места для более чем 25 600 человек.
- 1962-1967 – дробильщик, классификаторщик, флотатор, бригадир флотаторов, мастер цеха, начальник цеха флотации обогатительной фабрики Зыряновского свинцового комбината.
- 1967-1978 – главный инженер обогатительной фабрики Зыряновского свинцового комбината, являвшейся в то время одной из крупнейших и передовых полиметаллических обогатительных фабрик Советского Союза.
- 1978-1980 – главный обогатитель отдела металлургии и обогащения Министерства цветной металлургии Казахской ССР.
- 1980-1986 – начальник обогатительной фабрики Зыряновского свинцового комбината.
- 1986-1990 – директор Восточно-Казахстанского медно-химического комбината.
- 1990-1991 – секретарь Восточно-Казахстанского обкома коммунистической партии Казахстана.
- 1991-1992 – первый заместитель председателя исполкома Восточно-Казахстанского областного Совета народных депутатов.
- 1992-1993 – президент корпорации «КРАМДС-Усть-Каменогорск».
- 1993-1994 – президент АО «Лениногорский полиметаллический комбинат».
- 1994-1996 – министр промышленности и торговли Республики Казахстан.
- В 1996 назначен заместителем премьер-министра Республики Казахстан.
- 1996-1998 – президент ОАО «Казцинк».
- 1998-1999 – председатель наблюдательного совета ОАО «Казцинк».
- 1999-2002 – член совета директоров ОАО «Казцинк».
- 2002-2008 – советник президента ОАО «Казцинк».

## Изобретательская деятельность и участие в инженерных общественных организациях
Автор и соавтор более чем 20 изобретений и рацпредложений. Имеет 24 научных публикации и степень кандидата технических наук. Неоднократно награждался за изобретательскую деятельность медалями «ВДНХ», поощрялся благодарностями, денежными премиями и ценными подарками. Последнее свидетельство об изобретении получил в 2017 году.
- Член-корреспондент Международной инженерной Академии (2000)
- Действительный член (академик) Международной Академии информатизации (2002)
- Член-корреспондент инженерной Академии Республики Казахстан (2000)
- Действительный член (академик) Академии минеральных ресурсов Республики Казахстан (1995)
- Действительный член (академик) Международной Академии минеральных ресурсов (1995)
- Член-корреспондент Инженерной Академии г. Санкт-Петербург
- Член-корреспондент Национальной инженерной академия Республики Казахстан

## Награды
- Орден Октябрьской социалистической Революции (1986)
- Орден Трудового Красного знамени (1977)
- Медаль «Ветеран труда» (1988)
- Медаль «За трудовую доблесть» (1974)
- Серебряные и бронзовые медали «За успехи в народном хозяйстве СССР»
- Юбилейная медаль «20 лет независимости Республики Казахстан» (2011)

## Семья
- Жена – Евдокия Климентьевна.
- Сыновья – Сергей и Игорь.
- Внуки: Марина, Виталий, Оксана, Валерия.